# 配当所得
配当所得（はいとうしょとく）とは、所得税における課税所得の区分の一つであって、法人から受ける利益の配当、剰余金の分配、基金利息並びに投資信託および特定目的信託の収益の分配に係る所得をいう（所得税法24条1項）。利子所得および不動産所得と同様、資産性所得の一つである。

## 課税方式
配当所得の金額 ＝ 収入金額（源泉徴収税額を差し引く前の金額） － 株式などを取得するための借入金の利子
配当所得は、所得税法上は特例を除き原則は総合課税である。そして利子所得と異なり、株式などを取得するための負債の利子について、一定の範囲で控除が認められる（所得税法24条2項）。ただし、赤字であっても、他の所得の金額から控除することはできない（損益通算できない）。
租税特別措置法の規定により、源泉徴収20.42%（大口株主など以外の上場株式などは、15.315%と他に住民税5%）をされ、その上で上場株式などの配当などに対する課税の特例制度や少額配当などの申告不要制度が設けられている（源泉分離課税分を除く）。　

### 上場株式等（大口株主等を除く）
総合課税、申告分離課税、申告不要がある。
上場株式などの配当などについては、持株割合3%以上の大口株主などが受取るものを除き、申告不要を選択することができ（住民税も同様）、源泉徴収のみで納税が完了する。ただし、2010年分以後金融商品取引業者などで開設した特定口座（源泉徴収口座）内で、配当所得と損益通算した譲渡所得（損失）を申告することを選択した場合、その上場株式などの配当所得を申告不要にすることはできない。
2009年分から申告分離課税が加えられ、上場株式などの譲渡損失との損益通算が可能になった。その場合、上場株式などの配当など（申告不要分を除く）の全部について、確定申告にて申告分離課税を選択する必要がある。申告分離にする場合の課税配当所得などの金額に対する税率は源泉徴収税率と同一である。
2016年分から、特定上場株式等の配当等（上場株式等の配当等のうち大口株主等が受けるもの以外）は、利子所得の申告分離課税と合算化。同じ特定口座内では、利子所得のみ又は配当所得のみを申告不要にすることは出来ないが、利子所得は申告分離課税であっても配当所得は総合課税を選択することが出来る。
2016年分から2022年分まで、所得税が総合課税、住民税が申告不要制度が適用できる（保険料額が住民税基準の所得となる住民税非課税の判定や国民健康保険などが有利となる場合がある）。

#### 所得税
所得税については、このような選択肢がある。税額を比較し、有利な方を確定申告の際に選択することが出来る。
1. 申告分離課税もしくは確定申告不要
所得税は15.315%である。
配当は既に源泉徴収されていて、確定申告を行わない場合や、確定申告の際に申告しないことを選択した場合はこの税率で徴収される[5]。上場株式により損失が発生した場合は、過去3年分と損失通算することが出来るが、そのためには確定申告で申告が必要[6]。扶養に入っている場合や配偶者控除を受ける場合は、申告しなければ扶養控除や配偶者控除の判定の際の合計所得金額に含まれないので、あえて配当控除や損失通算を受けず、源泉徴収のままにしておいた方が税額が安くなる場合もある[5][7]。
2. 総合課税
所得税は総合課税の累進課税であるが、配当控除が適用されるため、課税される所得金額次第で、総合課税を選択した方が税率が低くなる。その際は、金融機関で源泉徴収されている場合でも、確定申告により、税額を調整（還付など）することが出来る。ただし確定申告で配当所得を申告することになるため、合計所得金額に算入される。配当控除の金額の計算式はかなり複雑であり、詳細は国税庁のタックスアンサーを参照[8]。ここでは、課税総所得金額などが1000万円以下だけ記載する。
配当控除で控除される税額
  - 剰余金の配当等に係る配当所得 - 10%
  - 証券投資信託の収益の分配金に係る配当所得 - 5%
  - 特定外貨建等証券投資信託以外の外貨建等証券投資信託の収益の分配に係る配当所得 - 2.5% （外国税額控除もあることに注意）

配当控除が10%の場合
695万円超900万円以下の区分の税率は23%のため、元々の課税される所得金額がこの区分に該当している場合は、ここから上積みされる総合課税の配当所得の税率は23%なので、総合課税の方が税率が低い。
900万円超1800万円以下の区分の税率は33%のため、元々の課税される所得金額がこの区分に該当している場合は、総合課税の方が税率が高い。
配当控除が5%の場合
195万円超330万円以下の区分の税率は10%のため、元々の課税される所得金額がこの区分に該当している場合は、総合課税の方が税率が低い。
330万円超695万円以下の区分の税率は20%のため、元々の課税される所得金額がこの区分に該当している場合は、総合課税と申告分離課税は税率が同じなため、手続きの簡単な申告分離課税を選んだ方が良い。
なお、課税される所得金額というのは、各種控除（基礎控除や給与所得控除など）を引いた後の金額なので、手取り給与額よりも小さな金額である。

#### 住民税
住民税については、このような選択肢がある。2022年分までは所得税とは異なる方式を選択できたが、2023年分より所得税と同一の方法を選択しないといけない。
1. 確定申告不要
住民税は5%である。申告せず源泉徴収で済ませた場合は、この税率で徴収される。この場合は住民税基準の所得に算入されないため、住民税非課税の判定や国民健康保険の保険料額などが有利となる場合がある。通常は最も有利になるが、所得税の確定申告を行うと、何もしなければ自動的に住民税も同じ内容で確定申告されるため注意が必要である。
2. 申告分離課税
住民税は5%である。ただし、申告した場合は住民税は配当に対して所得割が5%課税され、既に源泉徴収されている金額（配当割）は配当割額控除として住民税から控除され、控除しきれない場合は還付される[11]。そのため、配当所得を含む所得金額が住民税非課税となる場合は課税されず、実際に課税されるのは他の所得と合わせた所得金額から所得控除を差し引いた金額に対してのみである。申告不要制度を利用した場合は一律5%が徴収されたままとなるため[12]、配当所得を算入しても住民税非課税となる場合や、所得控除が配当以外の所得より大きい場合は申告した方が有利になる場合がある。
3. 総合課税
通常10%の住民税に、所得税とは異なる税率の配当控除が引かれる。配当控除適用後の所得割が課税され、源泉徴収された配当割は控除や還付される。申告分離課税の場合と同様に、配当所得を算入しても住民税非課税となる場合などは申告不要制度を利用した場合より有利になる場合がある。
ここでは、課税総所得金額等が1000万円以下だけ記載する。
  - 剰余金の配当等に係る配当所得の配当控除 - 2.8%
  - 証券投資信託の収益の分配金に係る配当所得の配当控除 - 1.4%
  - 特定外貨建等証券投資信託以外の外貨建等証券投資信託の収益の分配に係る配当所得 - 0.7%

5% < ( 10% - 2.8% ) なので、通常は総合課税よりも申告分離課税または申告不要制度を利用した方が税率が低くなる。更に申告不要制度を利用した場合は住民税非課税の判定や国民健康保険の保険料額などが有利となる場合がある。

所得税と異なる方法を選択する場合、一定の書面（「特定配当等・特定株式等譲渡所得金額申告書」など）を市区町村に提出する必要があった。この書面は eLTAX の対象外。2021年分と2022年分の確定申告は市区町村に提出せずに所得税の確定申告書に記載するだけで住民税の申告方法を選択できた。

### 上場株式等以外（上場株式等大口株主等を含む）
申告不要を選択したものを除き、総合課税である。
上場株式の発行済み株式の総数等の3%以上を保有している大口株主の個人への配当も総合課税である。2023年10月1日より大口株主の定義に個人が資産管理会社等（同族会社）を経由して保有している分も含める予定であり、2018年分・2019年分で122名該当する。

#### 少額配当等の確定申告不要制度
内国法人から支払を受ける配当などで1回に支払を受ける金額が少額（年1回配当の場合は10万円以下）のものは、申告せずに源泉徴収で済ますことができる。（所得税法24、182、措置法8の2、8の5、9の3、平18改正所法附則77）なお住民税には、上場株式などを除き少額配当などの申告不要がない。

### 源泉分離課税
私募公社債等運用投資信託および特定目的信託は、源泉徴収のみで完結し、選択により確定申告へ含めることが出来ない。

### 少額投資非課税制度
2014年1月より「NISA」、2016年4月より「ジュニアNISA」、2018年1月「つみたてNISA」が始まった。